# Политическое устройство Швейцарии
Швейца́рия — номинально конфедеративное государство, а фактически федеративная демократическая республика, состоящая из 26 автономных областей — кантонов и полукантонов. Характерные черты её политического устройства — верховенство права, децентрализация, коллегиальность правительства, сильный элемент прямой демократии, во внешней политике — вечный нейтралитет.

## Общие сведения
Основы швейцарской федеративной парламентской системы были заложены в 1848 году с принятием конституции. Действующая конституция Швейцарии была принята на референдуме 18 апреля 1999 года,
Демократия Швейцарской конфедерации не является парламентской или президентской в чистом виде, а представляет собой форму правления своего собственного образца. Это заключается в наличии двухпалатного парламента и Федерального Совета (правительства), состоящего из 7 членов, выбираемых парламентом. Особенность швейцарского правительства заключается в том, что члены правительства по очереди назначаются на пост президента на срок в один год.
Благодаря сложившейся практике прямой демократии, граждане Швейцарии могут непосредственно влиять на принятие политических решений в стране. Референдумы в Швейцарии проводятся очень часто по самым разным вопросам.
Швейцария имеет очень давние гуманитарные традиции, а ориентация во внешней политике на нейтралитет позволила стране избежать многих опустошительных войн.

### CH (Confoederatio Helvetica)
До 1848 года, когда Швейцария, по сути, превратилась в современное федеративное государство, она представляла собой непрочный союз суверенных кантонов, сотрудничество между которыми в разные периоды истории то усиливалось, то ослаблялось. Несмотря на то, что официальное название страны — Швейцарская Конфедерация, Швейцария является федеративным государством, то есть объединением суверенных кантонов с единым федеральным центром, в отличие от конфедерации — союза независимых государств, имеющих свои собственные властные структуры и объединённых для совместного решения некоторых внутри- или внешнеполитических вопросов. Дело в историческом латинском названии Швейцарии — «Confoederatio Helvetica» (отсюда и буквенное обозначение страны — CH). Слово «Helvetic» восходит к названию древних племен гельветов, ранее заселявших территорию современной Швейцарии.

### Кантоны
В состав Швейцарии входят 26 кантонов. Некоторые кантоны только немецкоязычные, некоторые — франкоязычные и один кантон, Тичино, — италоязычный. Также есть и двуязычные кантоны, Фрибург, а в кантоне Граубюнден говорят на трёх языках, включая ретороманский.
Кантоны Ури, Швиц и Унтервальден стоят у истоков образования Швейцарского государства. Именно эти три кантона в 1291 году заключили «Союз трех кантонов». С тех пор, к этому союзу присоединялись другие кантоны. Самый молодой кантон — кантон Юра, отделившийся от кантона Берн в 1979 году.
Три швейцарских кантона разделены на полукантоны. Это кантоны Унтервальден (Обвальден и Нидвальден), Базель (Базель сельский и Базель городской) и Аппенцелль (Аппенцелль-Ауссерроден и Аппенцелль-Иннерроден).
Кантон Гларус и полукантон Аппенцелль-Иннерроден уникальны тем, что в них действует прямая демократия. Высшим органом власти в них является ежегодное народное собрание, на котором принимаются важнейшие решения местного уровня.

### Общины

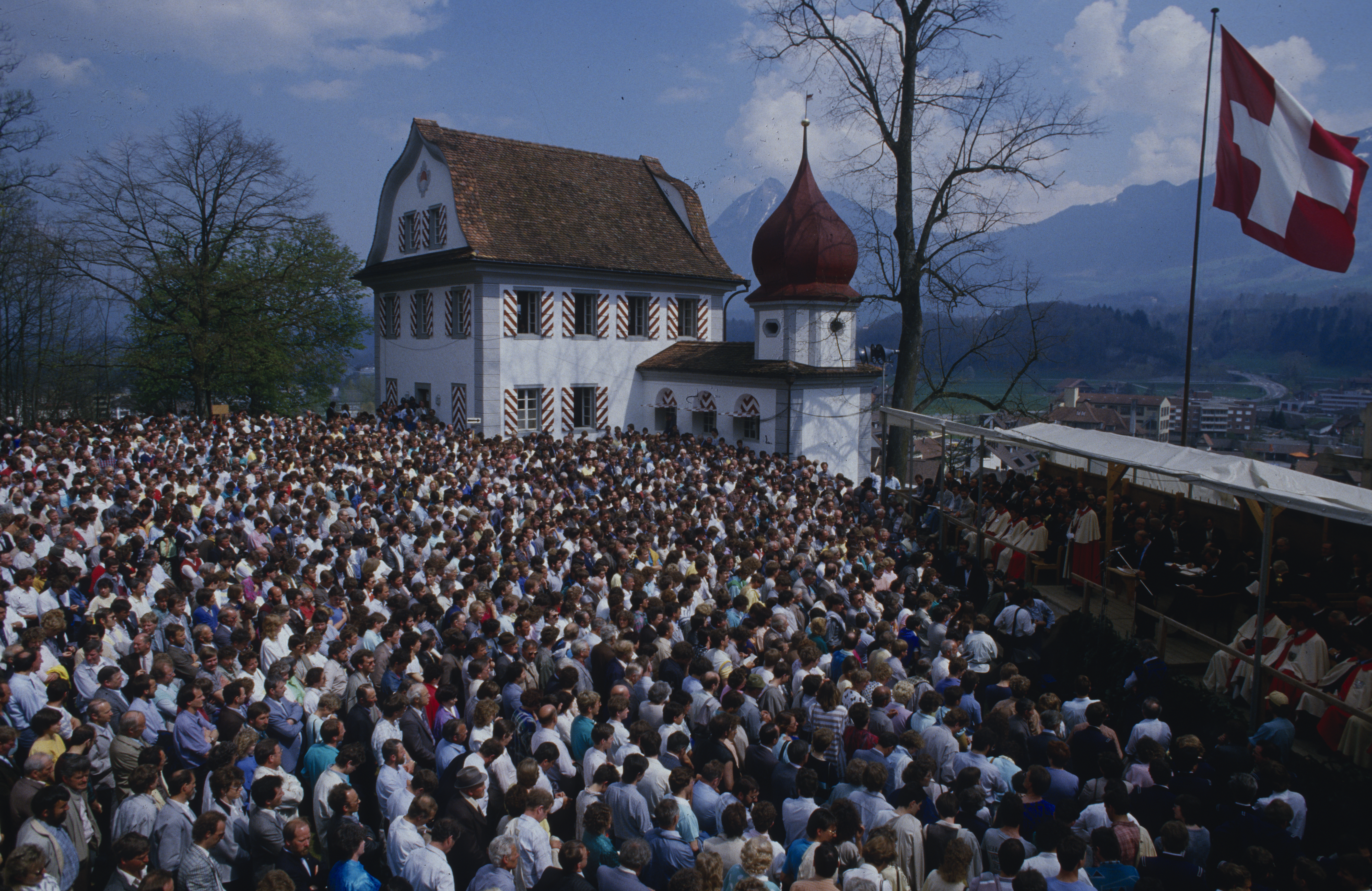
Сход граждан общины Зарнен

Низший уровень территориально-административного деления в Швейцарии — община (нем. die Gemeinde, общее число: 2212). Каждый кантон состоит из нескольких общин, и швейцарец идентифицирует себя в первую очередь с общиной, к которой он принадлежит. Общины, как и кантоны, имеют свои сферы компетенции, которые включают в себя:
- учёт населения;
- взимание налогов (федеральных, кантональных и местных коммунальных);
- социальное обеспечение;
- служба местной полиции;
- здравоохранение;
- организация школ.

Число общин постоянно уменьшается: происходят частые слияния маленьких общин между собой для более лёгкого исполнения своих обязанностей.

### Милиционная система
В Швейцарии укоренилась традиция заниматься общественной деятельностью по совместительству. Один из таких примеров — вооруженные силы Швейцарии, организованные по милиционной системе. За небольшим исключением в Швейцарии нет профессиональных солдат. Военнообязанные швейцарцы ежегодно приглашаются на прохождение повторных курсов, совмещая, таким образом, профессиональную деятельность со службой в армии.
Политические функционеры выполняют свои обязанности также по совместительству, и даже члены парламента не являются профессиональными политиками. У такой системы, однако, есть и оборотная сторона: в силу дополнительной нагрузки по времени и сравнительно небольшой денежной компенсации, маленьким общинам становится всё труднее найти людей, согласных представлять их интересы на кантональном уровне и заниматься политической деятельностью по совместительству.